# Walter Aue

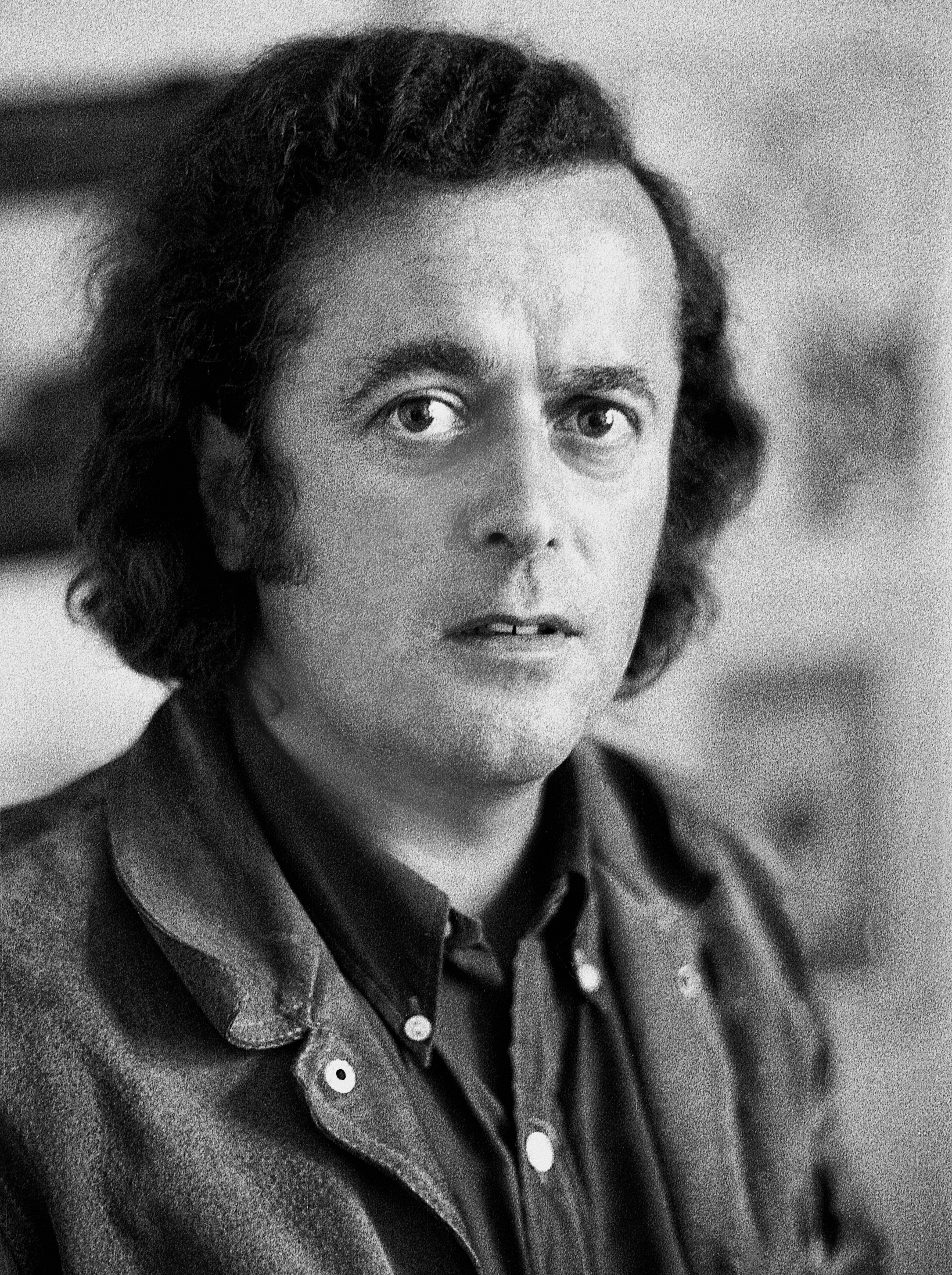
Walter Aue (1975)

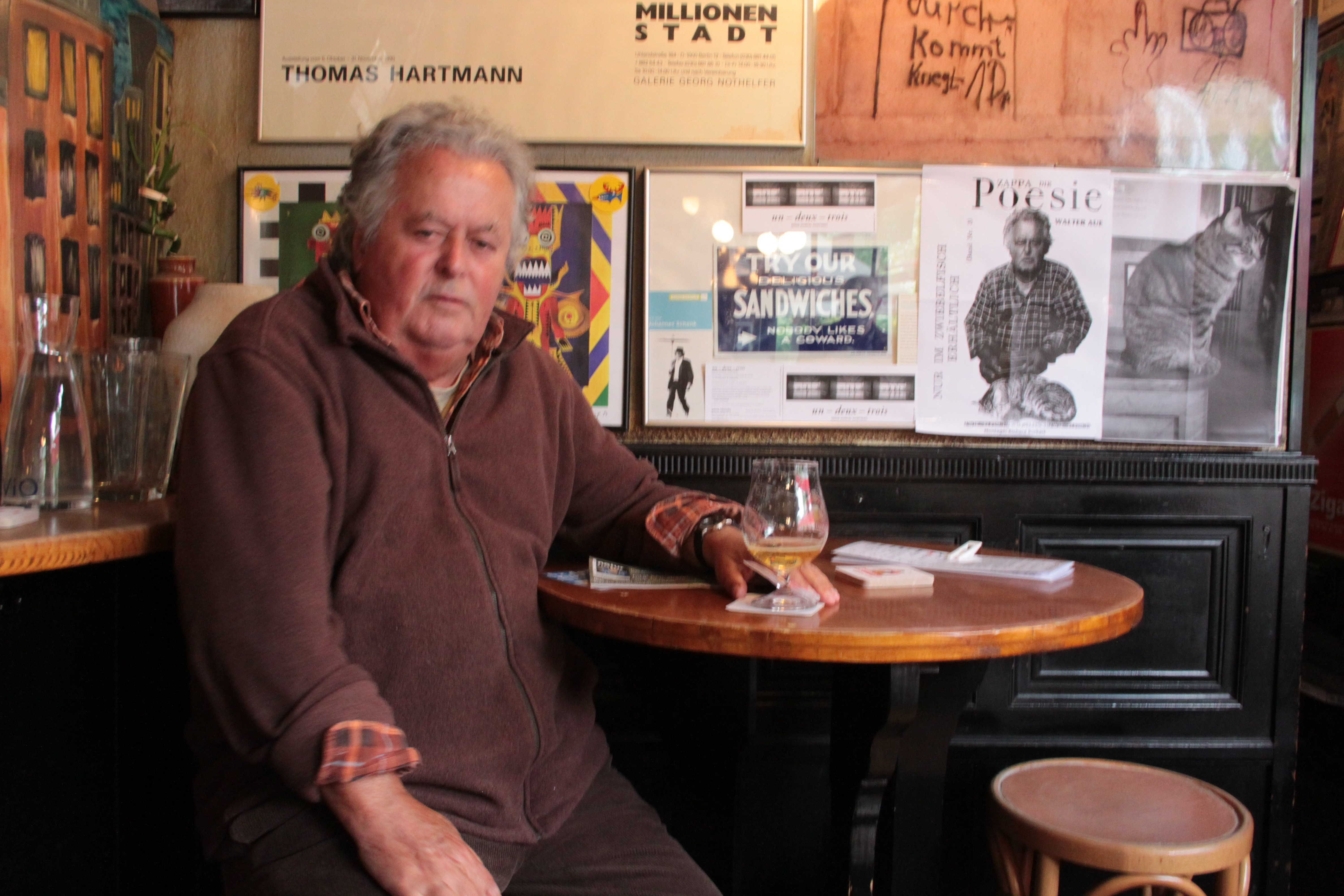
Walter Aue (2012)

Walter Aue (* 8. Juli 1930 in Schönbach, Tschechoslowakei; † 25. August 2024) war ein deutscher Schriftsteller, unter anderem Lyriker.

## Leben und Wirken
Walter Aue wurde als Sohn von Franz Čampulka und Paula Čampulka, geborene Aue, im Egerland geboren. Er absolvierte eine Ausbildung zum Designer und war bis 1965 in diesem Beruf tätig. Anschließend arbeitete er als Verlagslektor in Leichlingen im Rheinland. Ab 1967 lebte er als freier Schriftsteller in Berlin. Neben seinen literarischen Aktivitäten trat er auch als Kurator von Ausstellungen, vorwiegend von Künstlern aus dem Bereich der Konzeptkunst, hervor.
Walter Aue verfasste erzählende und essayistische Prosa, Gedichte und Hörspiele.

## Auszeichnungen (Auswahl)
- 1964: Förderpreis des Landes Nordrhein-Westfalen
- 1968: Stipendium der Villa Massimo
- 1986: Alfred-Döblin-Stipendium
- 1991: Stipendium des Künstlerhauses Edenkoben
- 1992: Arbeitsstipendium des Berliner Senats
- 2005: Stipendium des Künstlerhofes Schreyahn

## Werke

### Autorschaft
- Worte, die Worte, die Bilder. Köln 1963.
- Einbrüche. München [u. a.] 1964.
- Der Tod des Gregori Rasputin. München 1964.
- Chronik des Galilei. Köln 1965.
- Michelangelo oder Die Art des Fleisches. Köln 1965.
- Berliner Romanze. Köln 1966.
- Memorandum. Duisburg 1966.
- Galaxis. Olef 1967.
- Marilyn oder Der Astronaut. Frankfurt a. M. 1969.
- Blaiberg, oh Blaiberg. Frankfurt a. M. 1970.
- PCA. Köln 1971.
- Rom z. B. Bad Homburg 1971.
- Lecki oder Der Krieg ist härter geworden. Darmstadt [u. a.] 1973.
- Der Stand der Dinge. Weißach i. T. 1998.
- Auf freiem Fuß. Berlin 1999.
- Flügel im Kopf. Frankfurt a. M. 1999.
- Am Ende des Lichts. Berlin 2000.
- Die Augen sind unterwegs. Frankfurt a. M. 2000.
- Unterbrochene Orte. Berlin 2000.
- Auf eigene Faust. Frankfurt am Main 2001.
- Paradiso Terrestre. Berlin 2003.
- Fontane in Strodehne. Strodehne 2004.
- Im Blau des Südens. Frankfurt am Main 2004.
- Mit Fontane in Italien. Berlin 2005.
- Mit Fontane in Frankreich. Berlin 2007.

### Herausgeberschaft
- Berlin-Report. Köln 1968.
- Science and fiction. Frankfurt a. M. 1971.
- Haus der Wörter, Ort der Blicke. Landau/Pfalz 1993.